# Марко Јанковић
Марко Јанковић (Крагујевац, 2. јул 1947 — Београд, 17. јануар 2023) био је српски новинар, радио и телевизијски водитељ, диск-џокеј и политичар.

## Биографија
Рођен је у Крагујевцу где је завршио основну и нижу музичку школу, као и гимназију. Дипломирао је на Природно-математичком факултету и студирао је две године на Богословском факултету у Београду. Ожењен је и има двоје деце.

#### Новинарска каријера
Године 1970. био је један од оснивача радија „Студио Б“ где након четири године хонорарног рада постаје стално запослен. Две године је био музички сарадник, а затим постаје водитељ-новинар и бави се искључиво рок музиком. Постаје један од најпознатијих диск-џокеја у земљи, а свој начин рада је прилагодио енглеском и америчком стилу пуштања музике са брзим темпом. После повратка из војске 1975. води емисију „Од доручка до ручка“ у којој доводи познате певаче, глумце, писце и политичаре. Сам себи је доделио радијски надимак Колос са Родоса, а медијску каријеру су му обележиле честе суспензије због необазирања на политичка ограничења једнопартијског система и слободоумне идеје. Први пут је суспендован због честитања Српске нове године, после чега га је од отказа спасао Душко Радовић, уз кога је у то време, поред Ђоке Вјештице, био најпопуларнији новинар на том радију.
Године 1979. водио је прву музичку емисију „Поп експрес“ на Југословенској радио-телевизији као и „Недељно поподне“. Водио је и емисију о школском програму „Велики одмор“. 1989. је радио и на ОК каналу. Писао је за новине „Гром“.
Радио је и на радију Пингвин и радију Индекс. Од 2005. године је на радију Фокус где се бави дневно политичким темама с пристрасношћу према радикалима. Након две године одлази са радија због активног залагања за коалицију ДСС и СРС. Исте године на позив Предрага Ранковића почиње да ради на Кошава ТВ где води емисију „Марко Јанковић шоу“. Након захтева Миломира Марића, 2009. године Марко добија нови отказ.

#### Политичка каријера
Дана 12. децембра 1989. у Удружењу књижевника Србије, био је један од тринаест људи који су обновили рад Демократске странке, са циљем да се оформи антикомунистички фронт. Чинио је окосницу обновљеног ДС-а уз Војислава Коштуницу, Драгољуба Мићуновића, Косту Чавошког и Душана Вукајловића. Био је први уредник листа „Демократија“.
Године 1992. излази из Демократске странке и заједно са Коштуницом оснива Демократску странку Србије. Крајем 1994. напушта ДСС због сукоба са Владетом Јанковићем и Михајлом Ковачем.
На демонстрацијама 5. октобра 2000. је први упао у „Студио Б“. 11. јануара 2001. у своју емисију је довео новинара Милована Бркића који је изнео податке о умешаности Зорана Ђинђића у шверц цигарета, што су нове власти искористиле за његову смену.
Дана 24. септембра 2010. био је потписник петиције против одржавања „геј параде“. 23. марта 2011. потписао је петицију јавних личности и интелектуалаца који су стали у заштиту Војислава Коштунице у покушају да се он повеже са убиством премијера Ђинђића.
На парламентарним и председничким изборима 2012. подржао је ДСС и Војислава Коштуницу.
2014. је кандидован за градоначелника од стране Двери на изборима за Скупштину града Београда.

#### Занимљивости
- Забрањеног Милована Ђиласа је тајно увео у „Студио Б“ и водио емисију са њим без знања главног уредника, што је изазвало политички скандал у земљи.[3]
- „Београдски фантом“ који се јурио колима са полицијом по улицама Београда, Марка Јанковића је звао сваког дана на радио да саопшти где ће се појавити, што је Марко уживо преносио.[11]